# Колодіївка (Кам'янець-Подільський район)
Коло́діївка — село в Україні, у Китайгородській сільській територіальній громаді Кам'янець-Подільського району Хмельницької області. Населення становить 1042 особи.

## Географія
Подільське село Колодіївка розкинулось на подільській височині в південно-західній частині України, за 33 кілометра автодорогами від Кам'янця-Подільського. На південь від села річка Студениця впадає в Дністер.

### Клімат
Колодіївка знаходяться в межах вологого континентального клімату із теплим літом у так званому «теплому Поділлі», тут весна настає на 2 тижні раніше. Але діяльність людини призводить до поганих змін та глобального потепління. Рівень наповнення річок водою в області становить лише 20 % від необхідного стандарту, значна частина земної поверхні стає посушливою. Для покращення ситуації варто було б відновлювати екосистеми та лісові насадження.

## Історія
Село відоме з 1616 року.
Селяни були звільнені від кріпосного права у 1861 році. На честь цієї події в багатьох селах Поділля на в'їздах встановлювали пам'ятні фігури, такі збереглися у селах: Нігин, Черче. Ця традиція помаленьку відновлюється, встановлюються статуї Божої Матері чи інші фігури.
Внаслідок поразки Перших визвольних змагань на початку XX століття, село надовго окуповане російсько-більшовицькими загарбниками.
Радянська окупація принесла колективізацію та розкуркулення, мешканці села зазнали репресій.
В 1932–1933 селяни села пережили сталінський голодомор.
По закінченню другої світової війни у 1946—1947 роках мешканці села вчергове пережили голод.
В 1981 році почалось заповнення басейну Дністра водою, яке тривало шість років, внаслідок цього затоплено село Теремці (знаходилось там, де Дитячий табір «Шанс»), частину жителів пересилили в Колодіївку та долину річки Дністер поблизу села.
З 24 серпня 1991 року село входить до складу незалежної України.
13 серпня 2015 року шляхом об'єднання Дерев'янської, Калачковецької, Китайгородської та Колодіївської сільських рад село увійшло до Китайгородської сільської громади. Об'єднання в громаду має створити умови для формування ефективної і відповідальної місцевої влади, яка зможе забезпечити комфортне та безпечне середовище для проживання людей.

## Населення
Населення становить 1042 осіб.

### Мова
У селі поширені західноподільська говірка та південноподільська говірка, що відносяться до подільського говору, який належить до південно-західного наріччя.
100 % населення вказало своєю рідною мовою українську мову за даними перепису 2001 року.

## Туризм

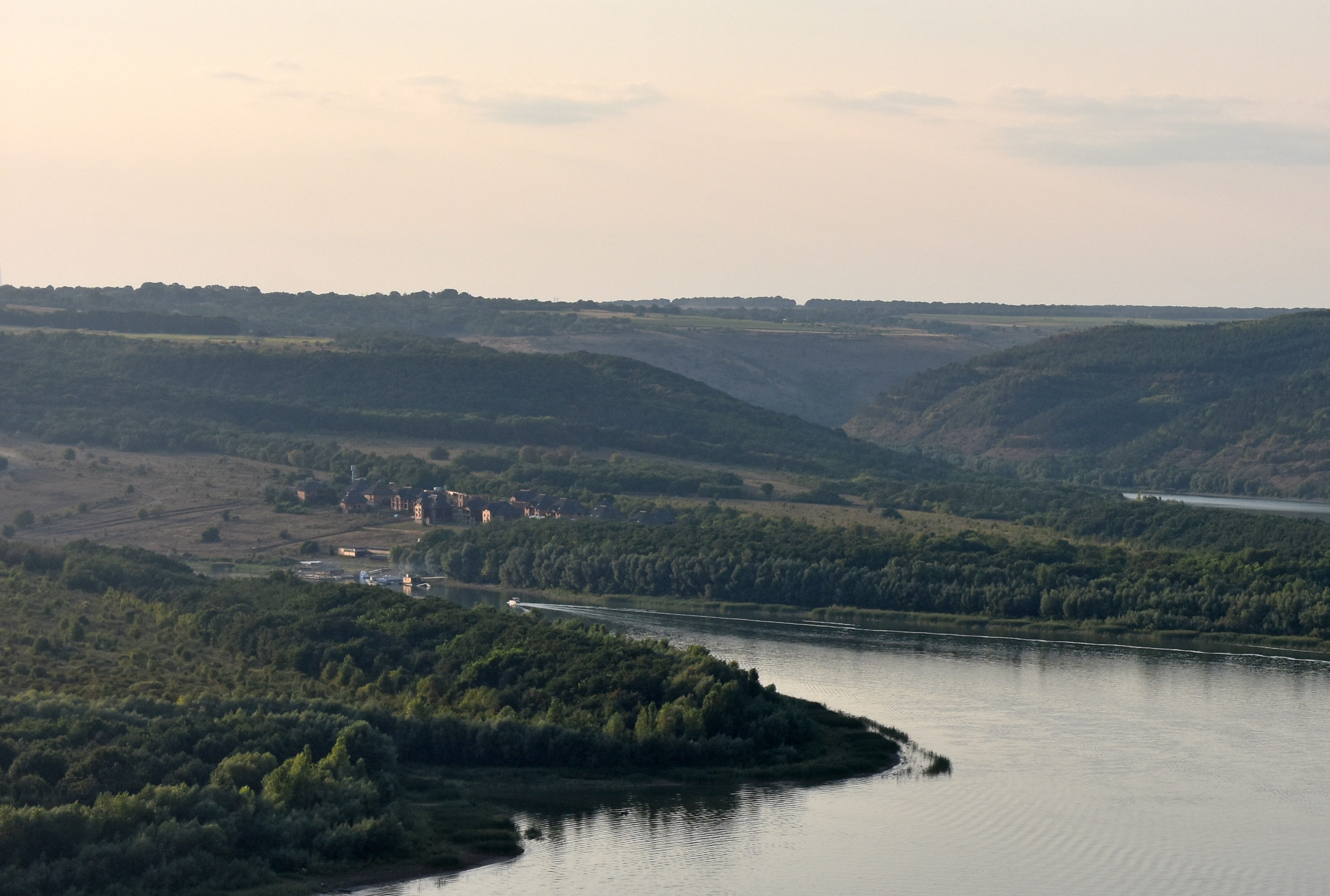
Гора-останець «Бабин писок» між селами Колодіївка і Теремці

Берег річки Дністер поряд з село є популярним місцем для відпочинку серед місцевого населення, відстань 33 кілометра автодорогами від міста Кам'янець-Подільський. За рахунок пологого берегу та теплого клімату тут знаходиться декілька пляжів для відпочинку. Діють бази відпочинку, садиби, які за плату надають широкий спектр послуг відпочивальникам.
Село Колодіївка знаходиться на протилежному від Бакотського монастиря березі. Фантастичний краєвид відкривається з берегів поряд з селом на гору Шанс, Бакотську затоку та Білу скелю з монастирем, на гору Веприк (Кабан) на Чернівецькому березі.
Діють:
- Еко-садиба Бакота;
- Готельний комплекс Теремки;
- Садиба У Валі з видом на Бакоту.

## Охорона природи
Село лежить у межах національного природного парку «Подільські Товтри». На схід від села розташовані геологічні пам'ятки природи — Гора «Теремець» і Гора-останець «Бабин писок».

## Пам'ятки
- Бакотська затока.
- Церква Божої Матері.
- Статуя Діви Марії (на східній околиці села).

## Відомі люди
- Король Анатолій Миколайович — українець, будівельник, який загинув в Італії під час затримання грабіжників. 30 вересня 2015 року українець посмертно отримав найвищу цивільну нагороду Італії — Золоту медаль «За громадянську доблесть».
- Мельничук Павло Єремович — учасник відомої на теренах України команди КВН «Наш Формат»
- Дарманський Микола Миколайович — український громадський і освітянський діяч, викладач, ініціатор створення Хмельницького гуманітарно-педагогічного інституту.

## Галерея

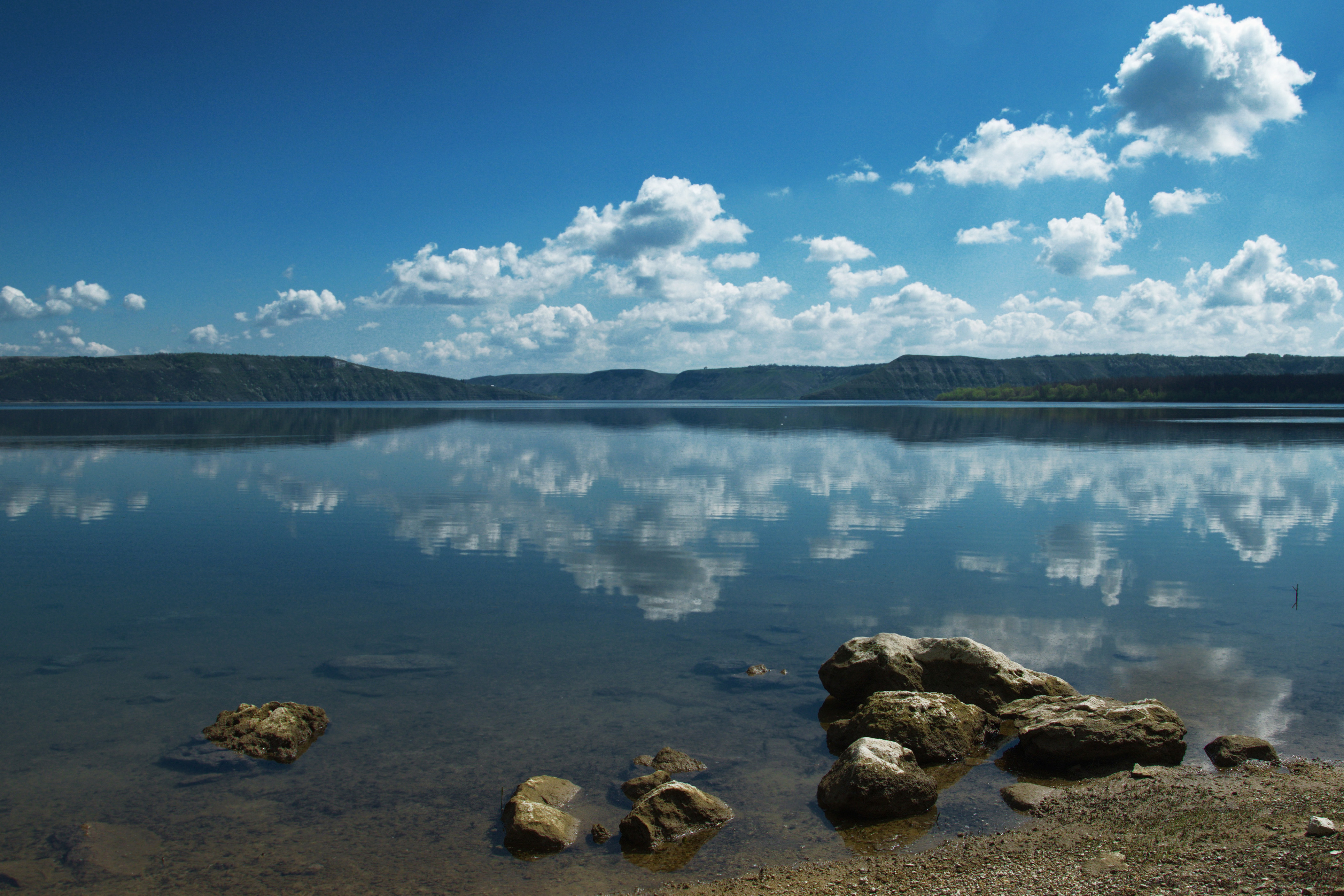
Бакота зі сторони села Колодіївка
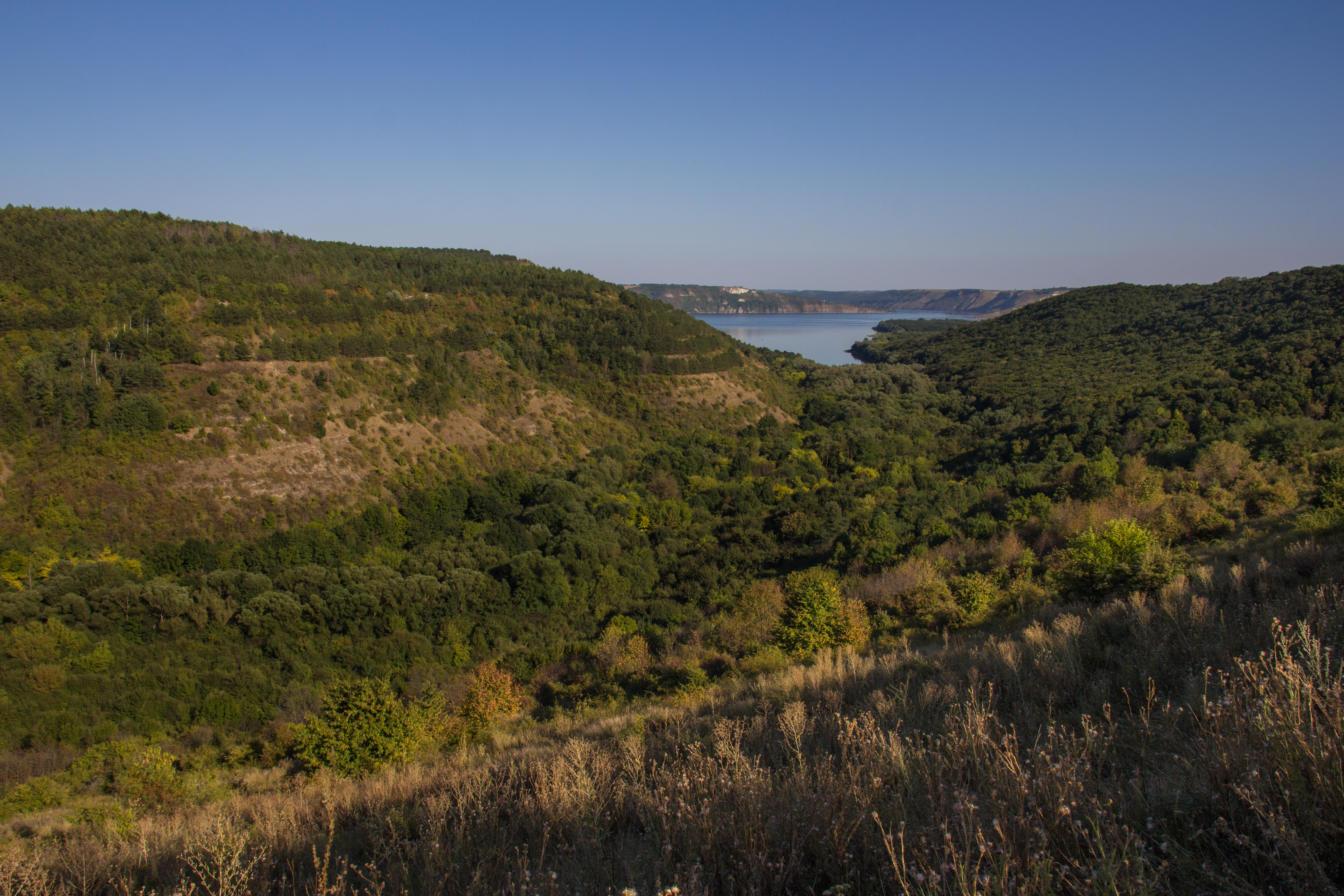
У каньйоні річки поблизу села Колодіївка
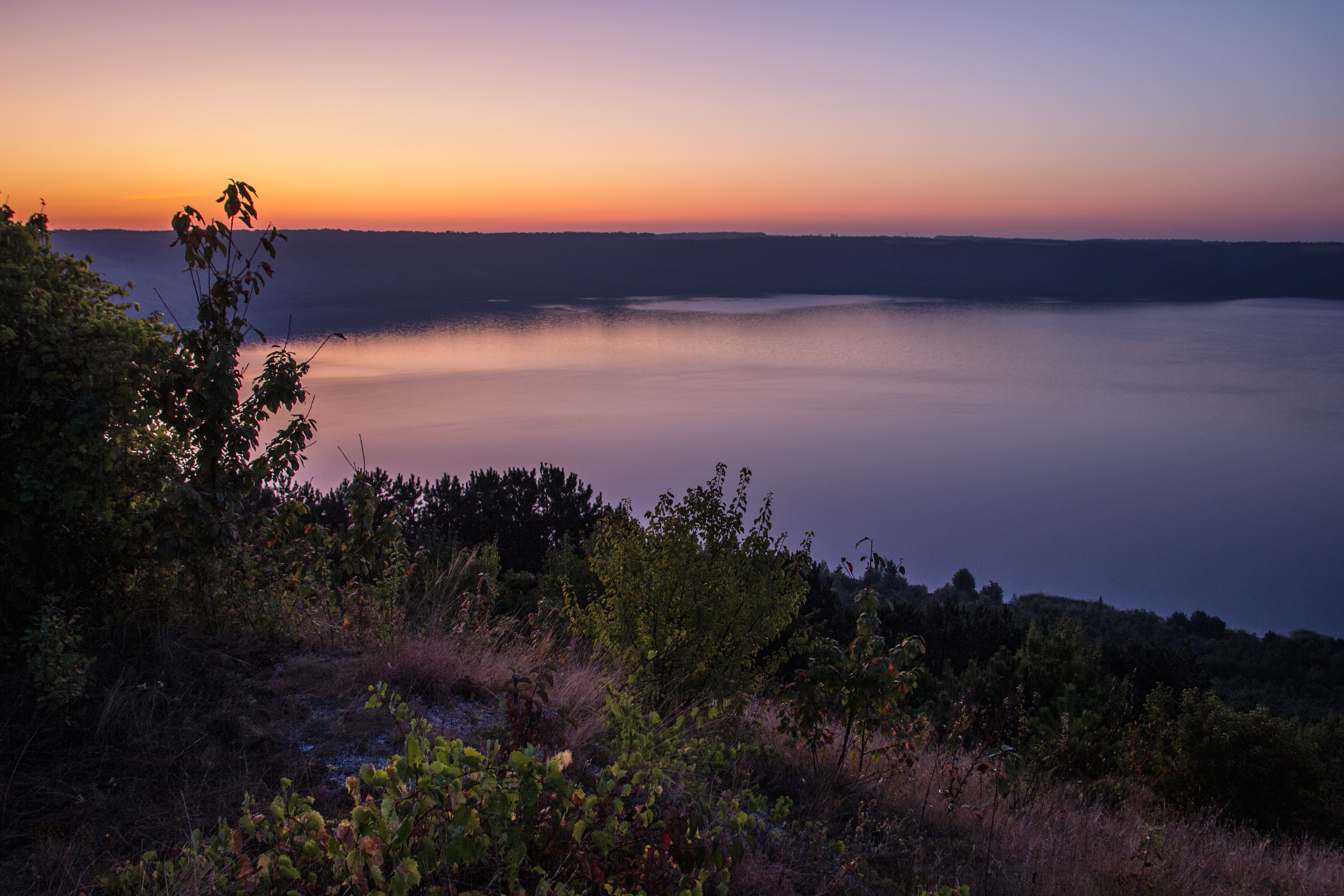
Світанок поблизу села Колодіївка